# Selhof

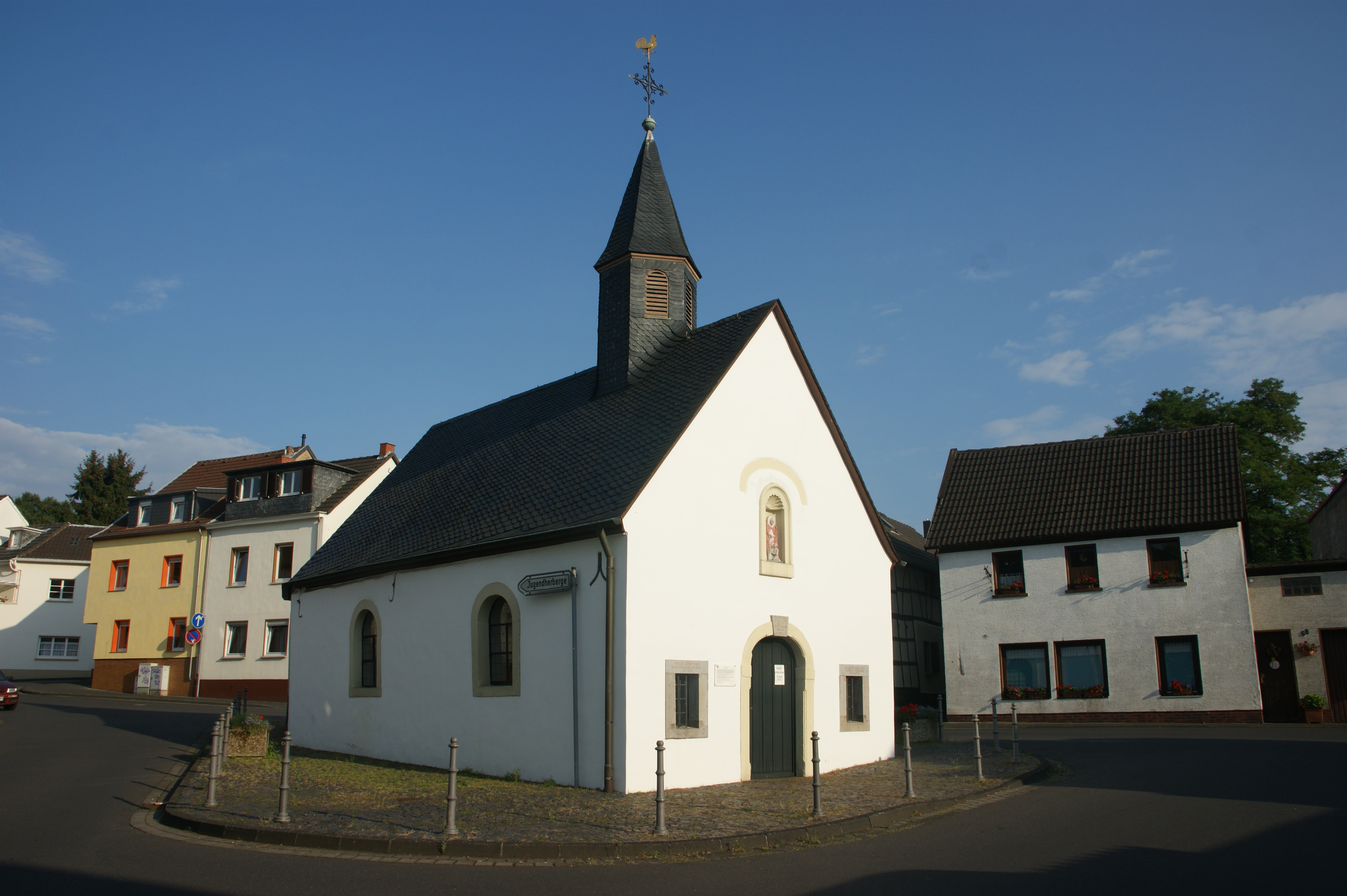
Martinskapelle, Wahrzeichen von Selhof

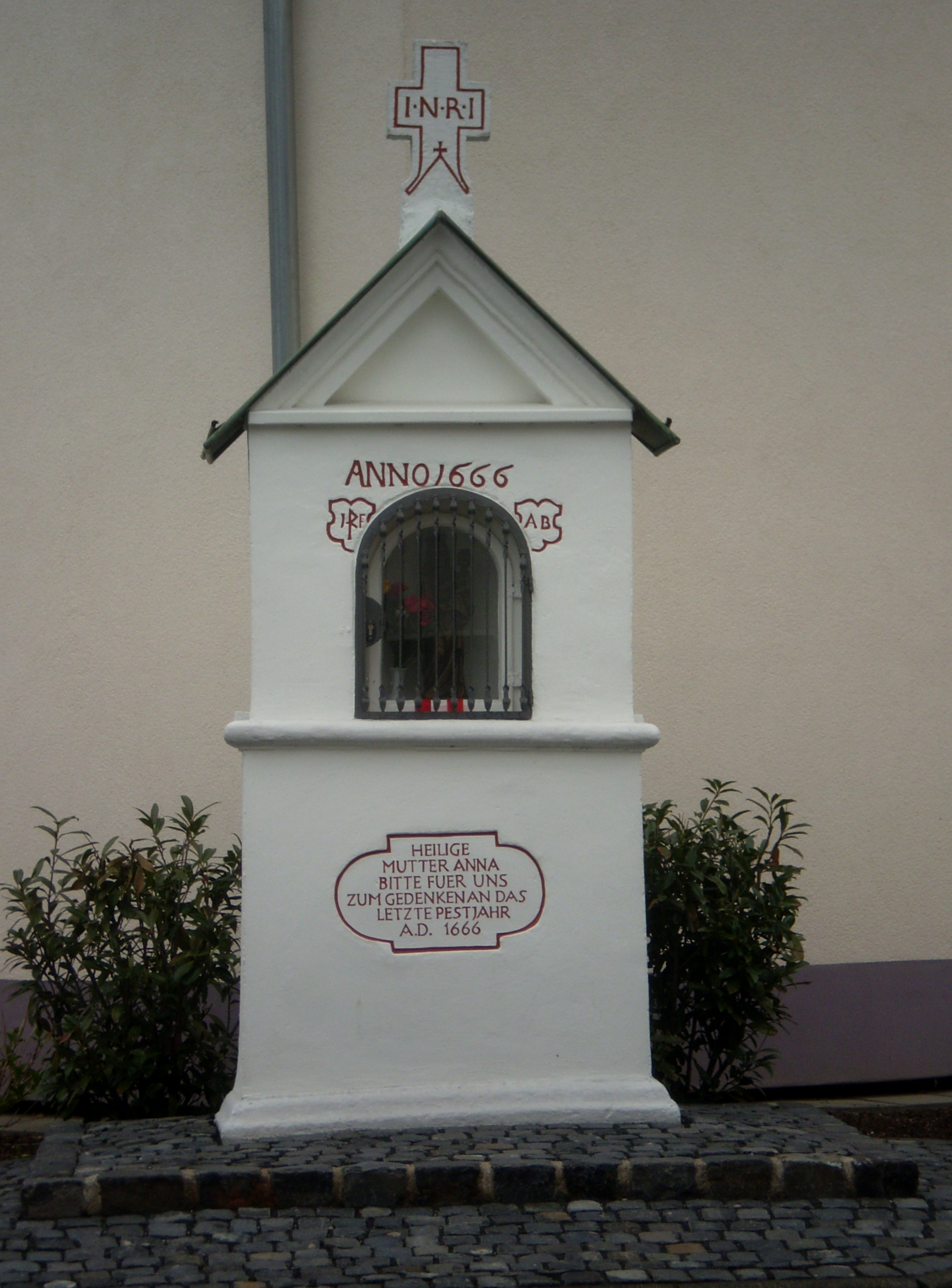
Selhofer Annabildchen

Selhof ist ein Stadtteil von Bad Honnef im nordrhein-westfälischen Rhein-Sieg-Kreis. Er liegt im Süden des Bad Honnefer Talbereichs und grenzt an das rheinland-pfälzische Rheinbreitbach. Am 19. Juni 2020 hatte Selhof 6.769 Einwohner.

## Geographie
Selhof erstreckt sich in West-Ost-Richtung von der Linzer Straße bis zum Mucher Wiesental und zur Zickelburg (188 m ü. NHN), einer nordwestlichen Voranhöhe des Rheinwesterwälder Vulkanrückens, sowie in Nord-Süd-Richtung von der Landesstraße 144 bis zum Honnefer Graben, dem Grenzbach zu Rheinbreitbach. Die Grenze zwischen Selhof und den Ortsteilen Stadtmitte und Beuel bildet der Ohbach. Am nördlichen Rand befinden sich unter anderem das frühere Katholisch-Soziale Institut des Erzbistums Köln und die schon zum Ortsteil Beuel gehörende Internationale Hochschule.
Die Wohnbebauung erreicht im Nordosten des Ortsteils (unterhalb des Mucher Wiesentals) ebenso wie im Südosten (unterhalb der Zickelburg), der von einem Villenviertel mit weitreichender Aussicht bebaut ist, eine Höhe von bis zu 130 m ü. NN. An dessen wieder abfallenden südlichen Ende befindet sich die Ortslage Menzenberg mit dem Schloss Hagerhof, das von einem privaten Gymnasium genutzt wird. Der Süden östlich der Linzer Straße ist dagegen bis auf den Standort der Fortbildungsakademie der Finanzverwaltung NRW, einige Schrebergärten und einen Campingplatz weitgehend unbebaut. Westlich der Linzer Straße befinden sich das Gewerbegebiet am Drieschweg und ein Einkaufszentrum, das größtenteils in den 1990er-Jahren gebaut wurde.

## Geschichte
Erstmals urkundlich erwähnt wurde der Stadtteil 1068 als Selehova. Mit „Salhof“ bezeichnete man den zentralen Hof einer mittelalterlichen Grundherrschaft. Selhof war eine von sechs Honschaften, aus denen sich das Kirchspiel Honnef von 1555 bis zur Auflösung des Herzogtums Berg im Jahre 1806 zusammensetzte und aus denen anschließend die Gemeinde Honnef entstand. Eine früher verwendete Schreibweise lautete Sellhof. 1564 wurde erstmals der Fuckenbergerhof erwähnt, der 1654 als Weingut in den Besitz des Kölner Jesuitenkollegs überging. Mit etwa 450 Einwohnern im Jahre 1663 (vor einem lokalen Pestausbruch 1666) und 81 Hofstellen im Jahre 1678 konnte Selhof als größter Ortsteil von Honnef beschrieben werden. 1710 ließen sich Trappisten der Abtei Düsselthal (sog. Speckermönche) „auf“ Selhof nieder, wo sie zwei Höfe erwarben.
Zu den wichtigsten Erwerbsgrundlagen des Dorfes gehörte der Weinbau. Während hier der Anteil der Weinbau- an der gesamten Landwirtschaftsfläche im Vergleich zu den anderen fünf Honschaften am niedrigsten war (1678: 25 %), war die absolute Fläche der Weingärten am höchsten. 1746 bestanden in der Honschaft Selhof 103 steuerpflichtige Winzerhöfe, in den bei einer sogenannten „Kellervisitation“ aufgesuchten 57 Höfen lag der Rotwein-Anteil mit 181 Ohm bzw. 28 % am niedrigsten. Selhof gehörte zum Zehntbezirk der Abtei Siegburg und des Erzbistums Köln, an die ein Teil der Weinerträge abgeliefert werden musste. Bei einem Dorfbrand am 8. Mai 1784 wurden über die Hälfte der seinerzeit 115 Wohnhäuser Selhofs zerstört:53, sodass der vorhandene Baubestand des Ortsteils weitgehend aus der Zeit danach stammt: Er stieg von 144 Häusern 1840 über 215 Häuser 1890 auf 339 Häuser 1914 an.

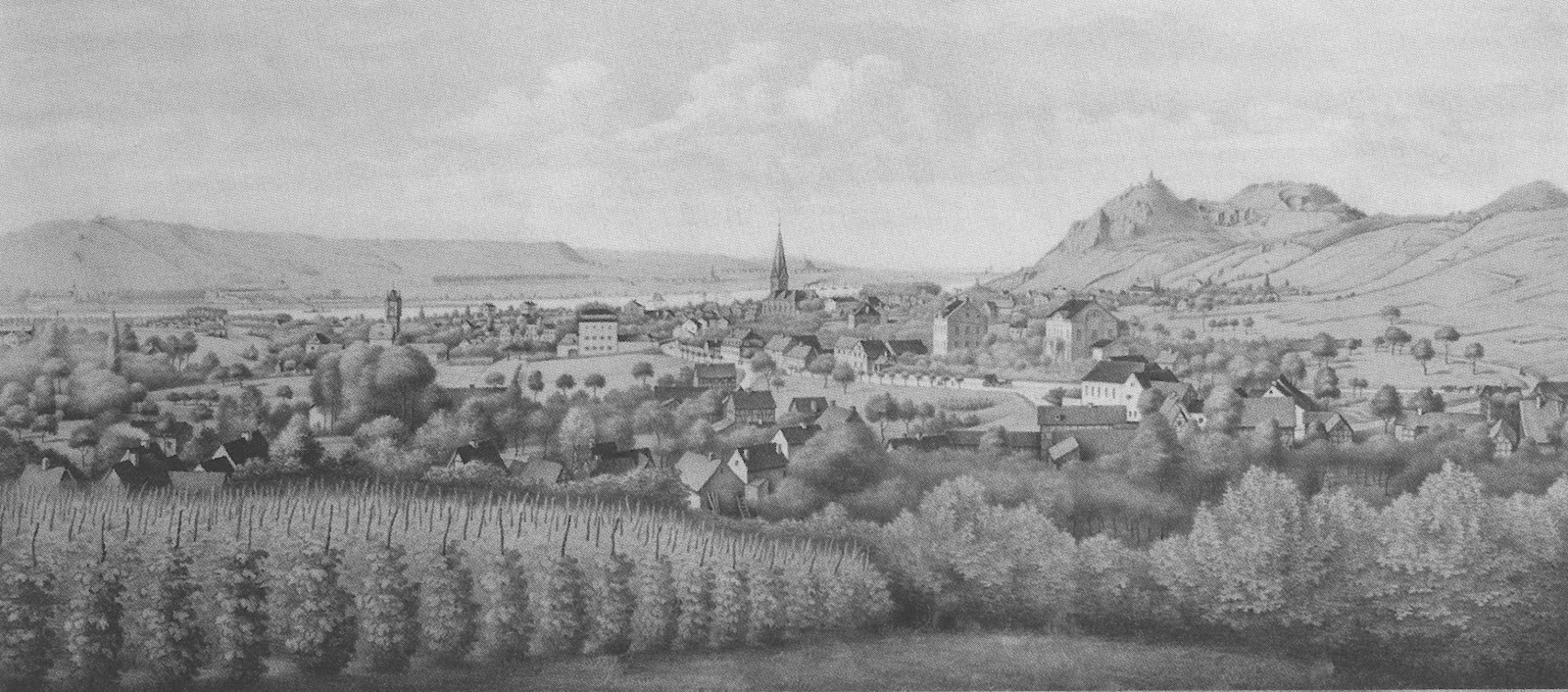
Blick über die Weinberge von Selhof nach Honnef, 1865

Bei der Erstellung des Urkatasters 1825/27 wurde die ehemalige Honschaft in die Fluren Unterselhof, Oberselhof, Helte, Töpferkreuz, Mommensenbeuel, Leyberg, Menzenberg, Hagerhof, Limbich sowie anteilig Lohfeld und Weiher unterteilt. Im Jahre 1828 verzeichnete das Dorf 570 und 1843 772 Einwohner. In den 1870er-Jahren kam es in Selhof erstmals zur systematischen Ausweisung von Straßennamen. 1878 erhielt Selhof eine von der Gemeinde mit Hilfe einer Stiftung des Besitzers von Schloss Hagerhof Franz Weyermann († 1890) außerhalb des damaligen Ortskerns errichtete katholische Volksschule, die 1901:119 oder 1911 um einen Flügel erweitert wurde.
Zur Zeit des Ersten Weltkriegs gab man den Wohnplatz Zickelburg auf. Seit 1896 war das Erzbistum Köln im Besitz eines seit Anfang des 18. Jahrhunderts nachgewiesenen und ab Mitte des 19. Jahrhunderts im Besitz der Familie der Freiherrn von Proff-Irnich befindlichen Hofs, der bis 1906 zu einem Erholungsheim für Priester ausgebaut, 1920 in St. Antoniusstift umbenannt und 1952 zum Katholisch-Sozialen Institut (2017 nach Siegburg verlegt) wurde. Von 1952 bis 1954 entstand am oberen Rand von Selhof eine Jugendherberge.:121 1961 erhielt die katholische Volksschule einen Neubau.:121 In der Nachkriegszeit wandelte sich Selhof von einem landwirtschaftlich geprägten Dorf zu einem Wohnort. Im Herbst 1982 wurde im unbebauten Süden des Ortsteils der Neubau der Führungsakademie der Deutschen Bundespost fertiggestellt, die später ein Tagungshotel der Deutschen Telekom wurde. Über eine Wohnbebauung des „Selhof-Süd“ genannten Gebiets wurde lange Zeit politisch gestritten.

## Sehenswürdigkeiten

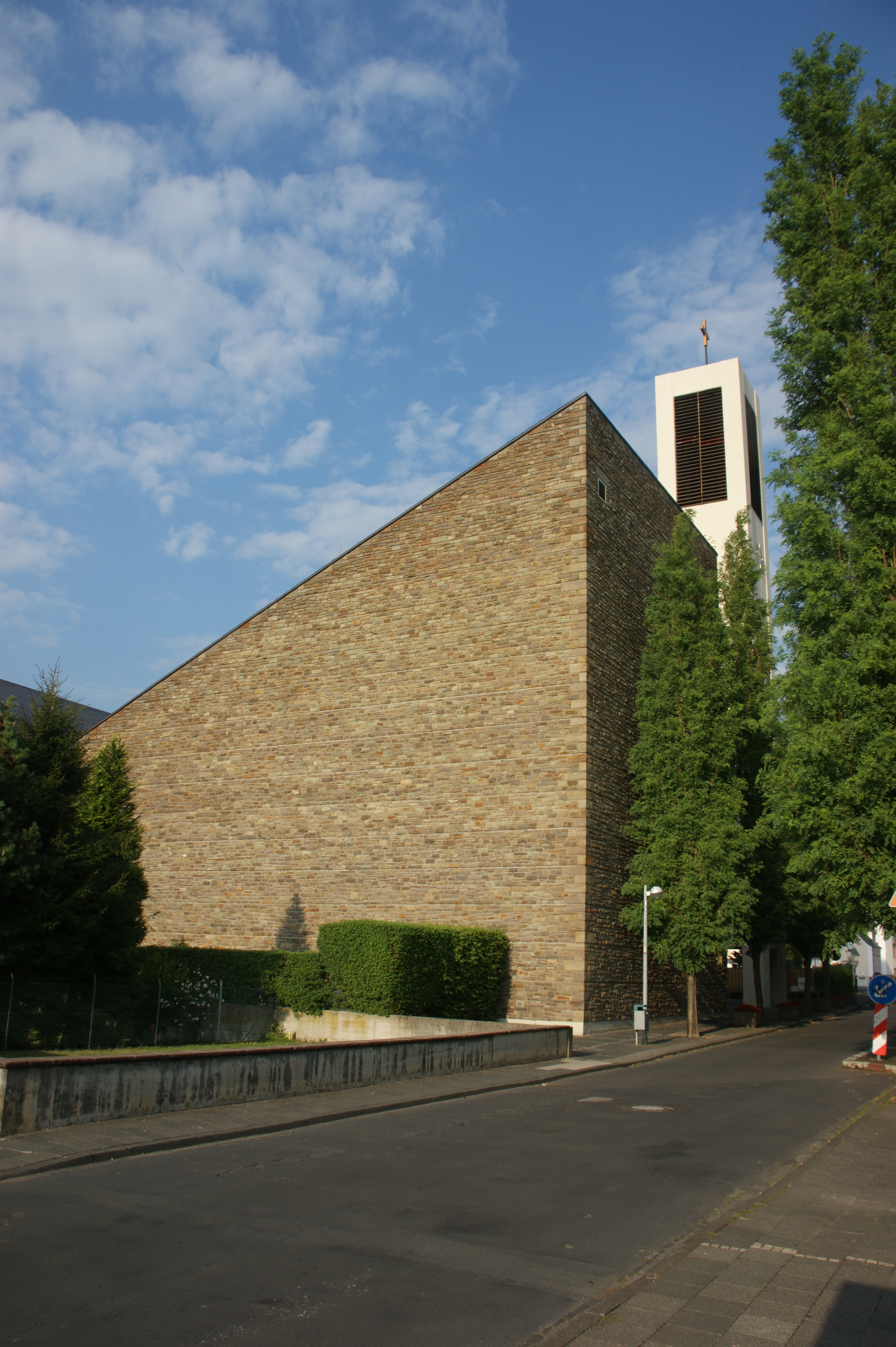
St. Martin

Die katholische Kirche St. Martin in Selhof wurde 1966 nach Niederlegung des Vorgängerbaus von 1932/1933 errichtet und 1968 geweiht. Sie ist mit ihren über 300 Sitzplätzen eine der größten Kirchen im Dekanat und beherbergt ein gotisches Gabelkreuz. Eine Martinskapelle im Ortszentrum von Selhof ist bereits für das Jahr 1451 belegt, ihr jüngster Neubau stammt von 1801. Er löste einen hölzernen Bau aus dem Jahre 1710 ab, der 1735 durch einen Steinanbau ergänzt und bei dem Dorfbrand von 1784 zerstört worden war.
Ein weiteres Wahrzeichen von Selhof ist das sog. Annabildchen zur Erinnerung an das letzte Pestjahr 1666, ein dreiteilig aufgebauter Bildstock bzw. Heiligenhäuschen mit Dreiecksgiebel. In seiner rundbogigen Nische steht keine heilige Anna, sondern eine hölzerne Madonna mit Jesuskind. 1990 wurde das Annabildchen grundlegend saniert und die Inschrift dabei mit einer neuen Fassung versehen, 2010 folgte eine Umgestaltung der Platzanlage vor dem Bildstock. Am nordöstlichen Ende von Selhof befindet sich mit dem ab 1666 belegten Jüdischen Friedhof die älteste Begräbnisstätte der Stadt. Im Ortskern sind einige Fachwerkhäuser aus dem 18./19. Jahrhundert erhalten.

## Bildung
In Selhof existierte seit 1878 eine katholische Volksschule (St.-Martinus-Schule), die 1969 in die zweizügige städtische katholische St. Martinus-Grundschule überging (ca. 240 Schüler). Sie ist die einzige Konfessionsschule Bad Honnefs.

## Vereine im Stadtteil Selhof
Das Vereinsleben wird von sportlichen wie auch gesellschaftlichen Vereinigungen gestaltet. Der Sportverein ATV Selhof bietet ein breites Sportangebot. Die Gesellschaftsvereine Bürgerverein Selhof und der Orts- und Verschönerungsverein Bad Honnef-Selhof e. V. kümmern sich rund um den Ortsteil Selhof um das Miteinander. Das Ökumenische Netzwerk für Integration wird voraussichtlich ab 2016 eine Begegnungsstätte in Selhof betreiben. Darüber hinaus gibt es kleinere Vereine wie der Junggesellenverein Selhof 1778, die bei den lokalen Festen organisatorisch ein starkes Bindeglied darstellen.